# Alifa al Farkadain
Alifa al Farkadain (Zeta Ursae Minoris / ζ UMi / ζ Ursae Minoris) è una stella bianca di sequenza principale di magnitudine 4,3, situata nella costellazione dell'Orsa Minore. La sua distanza dal sistema solare è stimata sui 376 anni luce.
Il nome Alifa al Farkadain deriva dall'arabo أخفى الفرقدين aḫfa al-farqadayn e significa "il più debole dei due vitelli"; il nome era stato originariamente applicato a Pherkad (γ UMi), in contrapposizione a Kochab (β UMi), cui invece era stato applicato il nome di Anwar al Farkadain, dall'arabo أنور الفرقدين, "il più brillante dei due vitelli", nome che ora detiene η Ursae Minoris.

## Osservazione
ζ Ursae Minoris è una delle sette stelle che compongono il Piccolo Carro. Occupa il vertice del quadrilatero da cui parte il timone, cui sono collegati i buoi aggiogati.

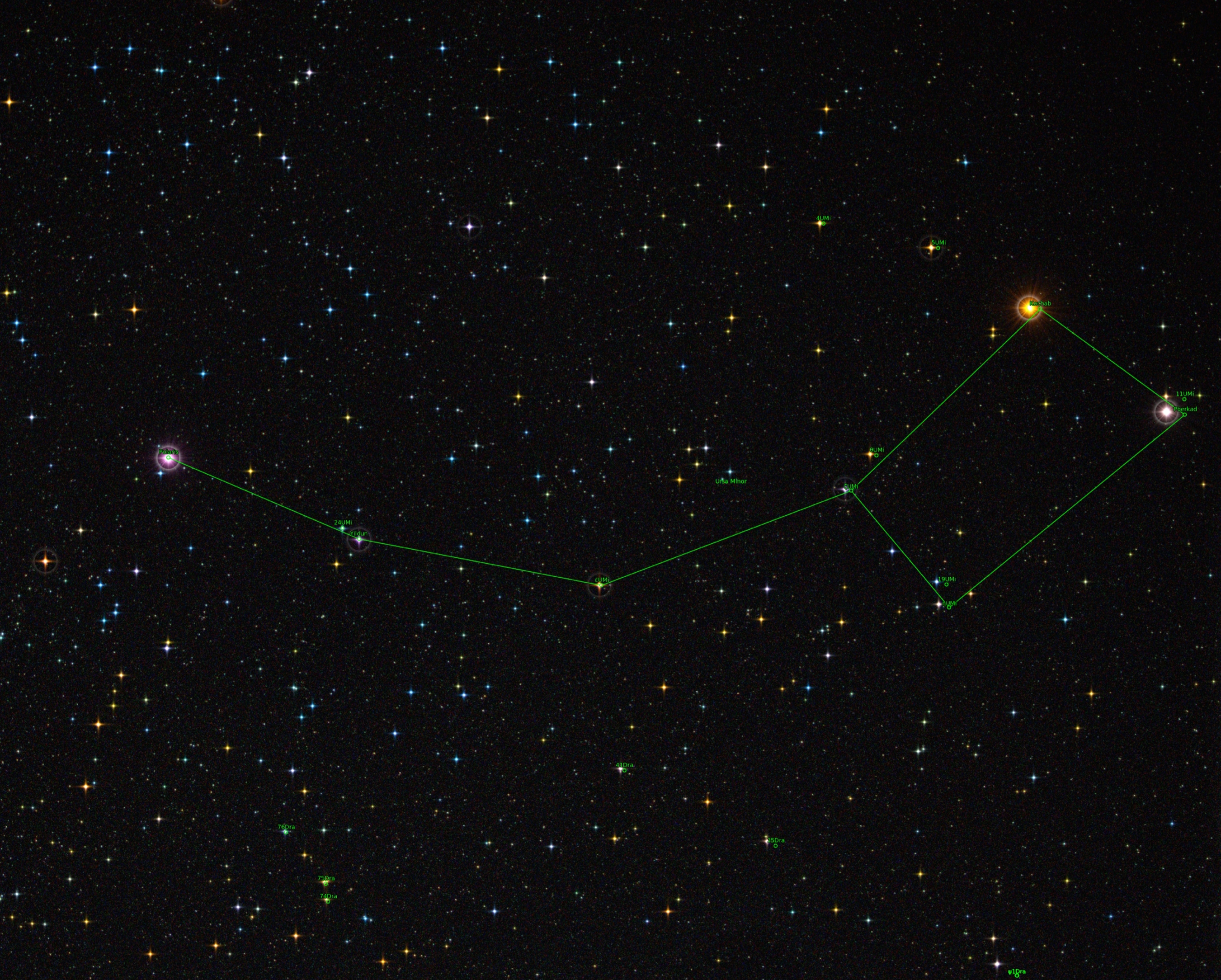
Il Piccolo Carro. ζ UMi uccupa il vertice del quadrilatero da cui parte il timone del carro.

Si tratta di una stella situata nell'emisfero boreale celeste, la cui declinazione fortemente settentrionale fa sì che essa sia osservabile quasi esclusivamente dall'emisfero nord, dove per altro si presenta circumpolare da quasi tutte le sue regioni ad eccezione soltanto della fascia tropicale più prossima all'equatore. Dall'emisfero sud, al contrario, è invisibile da quasi tutte le sue regioni. La sua magnitudine pari a 4,3,  fa sì che possa essere scorta solo con un cielo sufficientemente libero dagli effetti dell'inquinamento luminoso.
Sebbene resti visibile in ogni periodo dell'anno, il periodo migliore per la sua osservazione nel cielo serale dell'emisfero boreale ricade comunque nei mesi compresi fra maggio e settembre. Dalle regioni equatoriale dell'emisfero australe invece può essere osservata in particolare durante i mesi invernali australi.

## Storia delle osservazioni

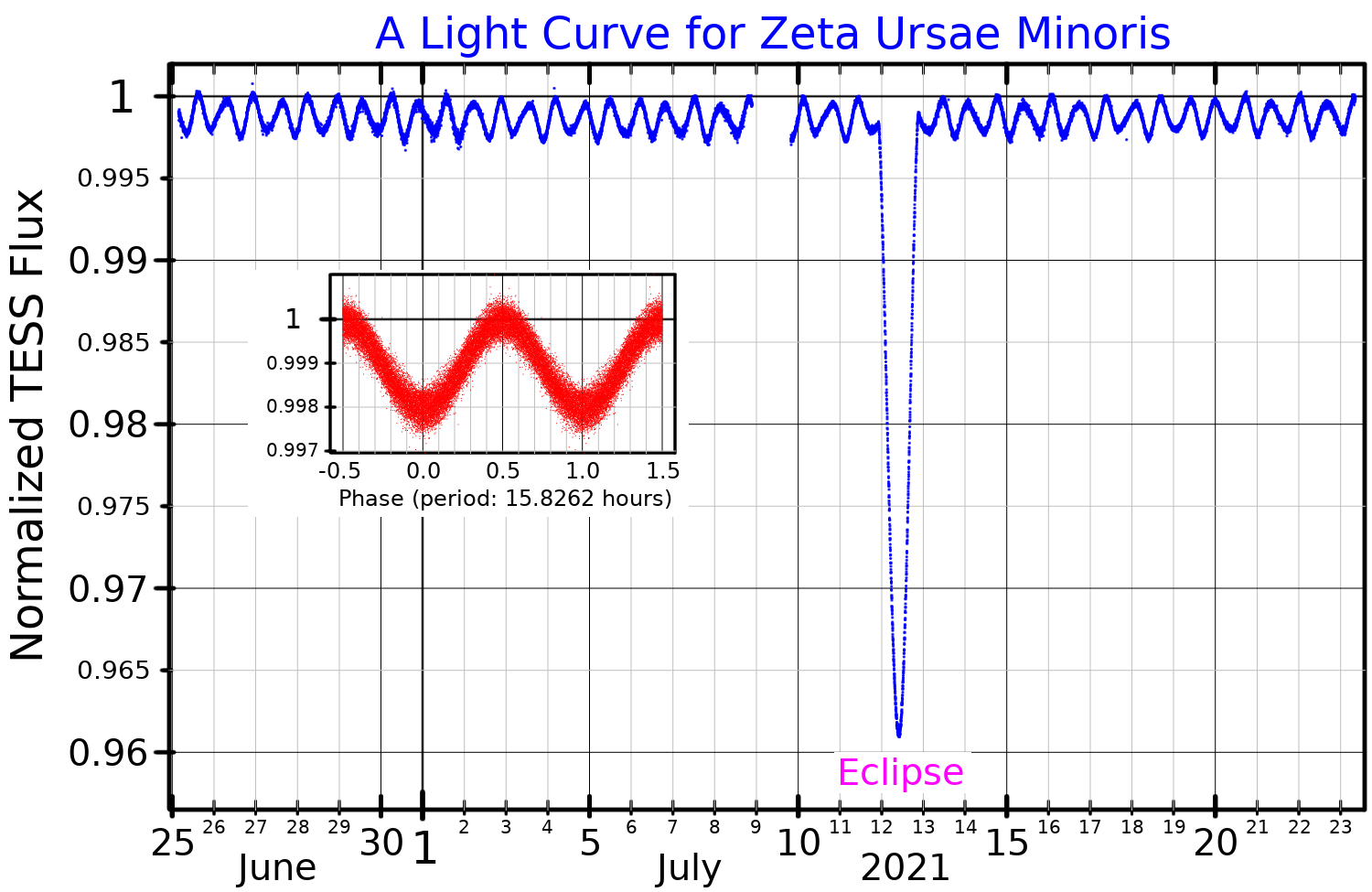
Curva di luce normalizzata, acquisita mediante TESS.

La stella è nota sin dall'antichità, essendo una componente dell'asterismo del Piccolo Carro e, come tale, ha ricevuto varie denominazioni in differenti culture.
Riguardo alle osservazioni scientifiche, l'astronomo californiano Robert Horace Baker, nel 1926, la segnalò come possibile variabile dopo aver eseguito osservazioni fotometriche - tra le prime che fecero ricorso alla fotografia per eseguire le osservazioni. Nel 1970, M. S. Frolov suggerì che ζ UMi, che era stata attribuita alla classe A delle stelle bianche, potesse essere una variabile δ Scuti. Ancora nell'edizione del 1991 (la quinta) del Bright Star Catalogue, questa informazione viene riportata e indicata come dubbia. Le successive osservazioni della missione Hipparcos non sono risultate risolutive nel dirimere la questione e la variabilità della stella è stata indicata come probabile, ma non certa, nell'omonimo catalogo. Una risposta è giunta in seguito a prolungate osservazioni con telescopi spaziali appositamente sviluppati per condurre studi di astrosismologia e ricerca di pianeti extrasolari. In particolare, il Transiting Exoplanet Survey Satellite (TESS) ha confermato che la luminosità di ζ UMi varia di 0,007 magnitudini con un periodo di 15,826 ore, rilevando inoltre un'eclissi, il 12 luglio 2021, durata 22,32 ore (0,93 giorni). Di ζ Ursae Minoris non erano precedentemente note compagne stellari o substellari.
Osservazioni condotte col il telescopio spaziale Spitzer nel 2006 hanno rilevato un eccesso di emissione infrarossa che ha condotto alla scoperta di un disco circumstellare attorno a ζ Ursae Minoris. Il disco si trova a 42,5 unità astronomiche dalla stella.

## Caratteristiche fisiche
ζ Ursae Minoris è una stella bianca di sequenza principale, la cui età è stimata sui 180 milioni di anni. È classificata come A3Vn, dove la "n" evidenzia la presenza di linee di assorbimento piuttosto larghe. Questa caratteristica sarebbe determinata da una rapida rotazione. Il prodotto della velocità di rotazione della stella, {\displaystyle v}, per il seno dell'inclinazione, {\displaystyle i}, del suo asse di rotazione rispetto alla nostra linea di vista, è stato valutato in 210 km/s.
ζ Ursae Minoris ha una massa pari a circa 3,4 volte la massa del Sole e 6,15 volte le sue dimensioni. La sua luminosità è valutata in 227 luminosità solari; la sua fotosfera raggiunge gli 8720 K. Questa informazione, combinata con la valutazione della sua magnitudine assoluta pari a −0,98, suggerisce che la stella stia per evolvere in una subgigante, cui seguirebbe lo stadio di gigante. Questa sarebbe una caratteristica compatibile con l'essere una variabile δ Scuti, come è stato ipotizzato per ζ UMi. In tal caso, la variabilità osservata nella luminosità di 0,007 magnitudini con un periodo di 15,826 ore sarebbe determinata da pulsazioni della stella.
La rilevazione di un eccesso di emissione infrarossa suggerisce la presenza di un disco circumstellare, a 42,5 unità astronomiche dalla stella; la radiazione di corpo nero corrisponderebbe ad una temperatura per il disco di 160 K.
La rilevazione di un'eclissi suggerisce la presenza di una compagna, non identificata.
Con una parallasse determinata mediante Gaia in 9,0827 ± 0,1422 mas, la distanza dal sistema solare può essere calcolata in 110,10 parsec (359,1 al). Avendo una velocità radiale negativa, la stella si sta avvicinando al sistema solare.